# نظریه ناوردا
نظریه ناوردا نام نظریه‌ای در ریاضیات است.

## پیشینه
نظریه نامتغیر توسط هیلبرت در سال ۱۸۹۲ مطرح شد و بعدها توسط سیلوستر توسعه یافت. مبنای آن نامتغیرهایی است که زیگفرید هانریش آرونهولد برای اشکال مکعبی سه‌تایی کشف کرد.

## بیان ریاضی
طبق نظریه نامتغیر برای یک دنباله نامتناهی از شکل‌ها با n متغیر {\displaystyle x_{1},x_{2},...,x_{n}} : 
{\displaystyle S=F_{1},F_{2},F_{3},etc}
یک عدد m وجود دارد به طوری که دنباله را می‌توان به صورت زیر نوشت:
{\displaystyle F=A_{1}F_{1}+A_{2}F_{2}+...+A_{m}F_{m}}
که {\displaystyle A_{i}} شکل‌ها و n متغیرها می‌باشند.